# Rolfs Vogelhochzeit
Rolfs Vogelhochzeit (Untertitel: Eine Geschichte in 12 Liedern und Bildern) ist ein Konzeptalbum des Musikers Rolf Zuckowski. Das Album avancierte zum Millionenseller und erschien unter dem Titel Sing mit uns „Rolfs Vogelhochzeit“ auch in einer Variante mit Instrumentalversionen.

## Entstehung und Veröffentlichung
Beatmusiker (The Beathovens, Harmony in Company) und Liedtexter Rolf Zuckowski war zum Ende seines BWL-Studiums 1971 zum ersten Mal Vater geworden. Er widmete sich in den Folgejahren zunehmend dem Schreiben und Einsingen von Kinderliedern. Als seine Frau zum zweiten Mal ein Kind erwartete, erhielt Zuckowski 1974 Besuch von seinem Freund und ehemaligem Bandkollegen Peter Meetz, der im Rahmen seines Grafikdesignstudiums eine Puzzlespiel für Kinder entworfen hatte, das stilisierte Vögel zeigte. Zu sehen waren verschiedene Variationen einer Vogelfamilie bestehend aus Vater, Mutter und Kind. Zuckowski hatte daraufhin die Idee einer auf den Bildern basierenden Liedergeschichte, die er im Frühsommer 1974 in Keitum auf Sylt beendete.
Zuckowski nannte den Liederzyklus zunächst Die Vogelgeschichte. Neben Liedern, die auf bestehenden Bildern Meetz’ basierten, schrieb Zuckowski auch neue Stücke für sein Werk, für die wiederum Meetz bis Herbst 1974 neue Kunstwerke schuf. Phonogram, bei der Zuckowski zu der Zeit mit Peter Reber als Liedtexter arbeitete, stimmte 1976 einer Veröffentlichung des Liederzyklus’ zu. Die ersten Demoaufnahmen der Platte entstanden in der Villa von Otto Waalkes, in der ein eher provisorisches Studio eingerichtet worden war. Die finalen Aufnahmen geschahen im neuen Rüssl-Tonstudio von Waalkes in Hamburg-Eidelstedt. Das Album hieß als Demo-Aufnahme zunächst Der Vogelkreis und enthielt als Beginn und Ende den Titel Auf dem Baum im Sonnenschein. Die Idee, die Lieder unter das Vogelhochzeit-Konzept zu stellen, kam unter anderem durch Inspiration des traditionellen Volkslieds Die Vogelhochzeit und dem Jahresbrauch Vogelhochzeit mit Tanz und Gesang im sorbischen Raum. Auch um die Sichtbarkeit der Platte zu erhöhen, wurde auf Anraten des damaligen Chef der Phonogram daher das Volkslied Die Vogelhochzeit als verbindendes Titellied neu aufgenommen, wobei Zuckowski die bekannte Melodie mit neuem Text versah. War zunächst angedacht, das Album unter dem Titel Ein Vogel wollte Hochzeit machen zu veröffentlichen, entschied man sich wegen der Verwechslungsgefahr mit dem Lied für den finalen Titel Rolfs Vogelhochzeit. Es war Zuckowskis erstes Album für Kinder und sein musikalischer Durchbruch.
Rolfs Vogelhochzeit ist als Aufführungsstück auch international beliebt und erlebte Neuinterpretationen in verschiedenen Sprachen und Dialekten, unter anderem durch das Musikprojekt Sternschnuppe auf Bayrisch (Die bayerische Vogelhochzeit, 2003), auf Schweizerdeutsch durch Linard Bardill (d’Vogelhochzyt, 2006) und auf Englisch (Jonathan Dexter, International School of Hamburg: The Bird Wedding).
Aufgrund der Popularität des Singspiels als Aufführungsstück stimmte das ZDF Ende der 1980er-Jahre einer Verfilmung des Stücks für das Kinderprogramm zu. Die Aufnahmen fanden eine Woche lang in München statt, wobei das ZDF eine Kindertanzgruppe aus Memmingen für die Umsetzung engagierte. Der Film wurde 1990 erstmals im Fernsehen gezeigt und war in den Folgejahren ein fester Programmpunkt im Kinderprogramm. Im Jahr 1994 erschien die Verfilmung auf VHS sowie 2003 auf DVD.
Zuckowski nahm auf Anregung des ZDF Musik und Dialoge anlässlich des 40. Jubiläums von Rolfs Vogelhochzeit neu auf. In der Neuaufnahme, die auch als Puppentrickfilm in Stop-Motion neu verfilmt wurde, übernahmen die Sänger Sasha und Oonagh die Rollen der Vogeleltern, während Zuckowski selbst als Wiedehopf den Erzähler einsprach. Rolfs neue Vogelhochzeit erschien 2017 auf CD und DVD.

## Titelliste
1. Ein Vogel wollte Hochzeit machen – 2:31
2. Hoch in der Luft – 1:38
3. Guten Tag, guten Tag – 2:40
4. Vögelein, Vögelein, tanz mit mir – 2:06
5. Du und ich – 2:29
6. Immer nur brüten – 2:31
7. Tick, tick, tick – 1:47
8. Hallo Mama, hallo Papa – 2:03
9. Ein Vogelbaby wird niemals satt – 2:13
10. Sieh nur die Sterne – 3:25
11. Immer wenn ein Vogelbaby größer wird – 3:24
12. Ein Vogel wollte Hochzeit machen II – 2:00

## Aufführung
Rolfs Vogelhochzeit ist ein Sing- bzw. Tanzspiel, das „den Bogen vom ersten Verliebtsein der Eltern bis zum Loslassen des Kindes“ spannt. Es ist für die Aufführung in Kindergärten und Schulen konzipiert und richtet sich an Kinder ab zwei bis drei Jahre. Im Jahr 1988 wurde das Spiel- und Ideenbuch zum Album (Vogelhochzeit. Singen, Spielen Verkleiden Tanzen) im Ravensburger Buchverlag veröffentlicht. Im Verlag Hans Sikorski erschien 1978 eine Notenausgabe für Gesang und Gitarre bzw. Klavier (Bearbeitung: Heinz Ehme); zudem wurde Rolfs Vogelhochzeit in der MC- und CD-Edition Sing mit uns „Rolfs Vogelhochzeit“ 1994 als Variante mit zusätzlichen Instrumentalplaybacks veröffentlicht. Sing mit uns „Rolfs Vogelhochzeit“ wurde 1997 mit einer Goldenen Schallplatte ausgezeichnet.
Das Singspiel ist in zwölf Bilder unterteilt, die den zwölf Liedern zugeordnet sind. Zunächst sitzt das Vogelmännchen allein auf einem Baum und singt vergeblich, um ein Weibchen anzulocken (1), bis es ein Weibchen entdeckt, das er mit seinem Gesang auf sich aufmerksam machen kann (2). Weibchen und Männchen treffen sich und das Weibchen beginnt, dem Männchen Fragen zu stellen (3). Beide kommen sich bei Gesang und Tanz näher (4) und werden ein Paar (5). Sie bauen ein Nest und das Weibchen legt ein Ei, das es ausbrütet (6). Aus dem Ei ertönen erste Geräusche (7) und schließlich schlüpft das Vogelbaby, öffnet seine Augen und beginnt zu singen (8). Das Vogelbaby erweist sich als aktiv und stets hungrig (9), lässt sich jedoch abends mit einem Schlaflied zur Ruhe bringen (10). Das Vogelbaby wird groß und verlässt schließlich das Nest (11), um am Ende selbst nach einem Weibchen Ausschau zu halten (12).

## Kommerzieller Erfolg

### Chartplatzierungen
Das Hörspiel Rolfs neue Vogelhochzeit konnte sich eine Woche in den deutschen Albumcharts platzieren und erreichte dabei am 14. April 2017 Rang 92. Es avancierte für Zuckowski zum 25. Chartalbum in Deutschland.
| ChartsChartplatzierungen | Höchstplatzierung | Wochen |
| ------------------------ | ----------------- | ------ |
| Deutschland (GfK)        | 92 (1 Wo.)        | 1      |

### Auszeichnungen und Musikverkäufe

#### Alben
2012 erreichte die Albumausgabe zu Rolfs Vogelhochzeit Doppelplatin-Status für über eine Million verkaufte Einheiten in Deutschland. Das Album zählt damit nicht nur zu den meistverkauften Kinderalben, sondern zu den meistverkauften Alben des Landes. Darüber hinaus erhielt Sing mit uns! Rolfs Vogelhochzeit im Jahr 1997 eine separate Goldauszeichnung für über 250.000 verkaufte Einheiten.
| Land/Region        | Auszeichnungen für Musikverkäufe (Land/Region, Auszeichnung, Verkäufe) | Verkäufe  |
| ------------------ | ---------------------------------------------------------------------- | --------- |
| Deutschland (BVMI) | 2× Platin                                                              | 1.000.000 |
| Insgesamt          | 2× Platin ·                                                            | 1.000.000 |

| Land/Region        | Auszeichnungen für Musikverkäufe (Land/Region, Auszeichnung, Verkäufe) | Verkäufe |
| ------------------ | ---------------------------------------------------------------------- | -------- |
| Deutschland (BVMI) | Gold                                                                   | 250.000  |
| Insgesamt          | 1× Gold ·                                                              | 250.000  |

#### Videoalbum
Das Videoformat zu Rolfs Vogelhochzeit erhielt im Jahr 2012 eine dreifache Goldauszeichnung für über 75.000 verkaufte Einheiten in Deutschland. Damit zählt der Bildträger zu einem der meistverkauften Videoalben des Landes.
| Land/Region        | Auszeichnungen für Musikverkäufe (Land/Region, Auszeichnung, Verkäufe) | Verkäufe |
| ------------------ | ---------------------------------------------------------------------- | -------- |
| Deutschland (BVMI) | 3× Gold                                                                | 75.000   |
| Insgesamt          | 1× Gold · 1× Platin ·                                                  | 75.000   |